# Protásio Lemos da Luz
Protásio Lemos da Luz (Vacaria, 24 de fevereiro de 1940) é um pesquisador brasileiro, membro titular da Academia Brasileira de Ciências na área de Ciências da Saú
de desde 14 de junho de 2000.
É cardiologista e foi professor da Faculdade de Medicina da Universidade de São Paulo.
Foi condecorado com a comenda da Ordem Nacional do Mérito Científico.